# 国際標準模式層断面及び地点

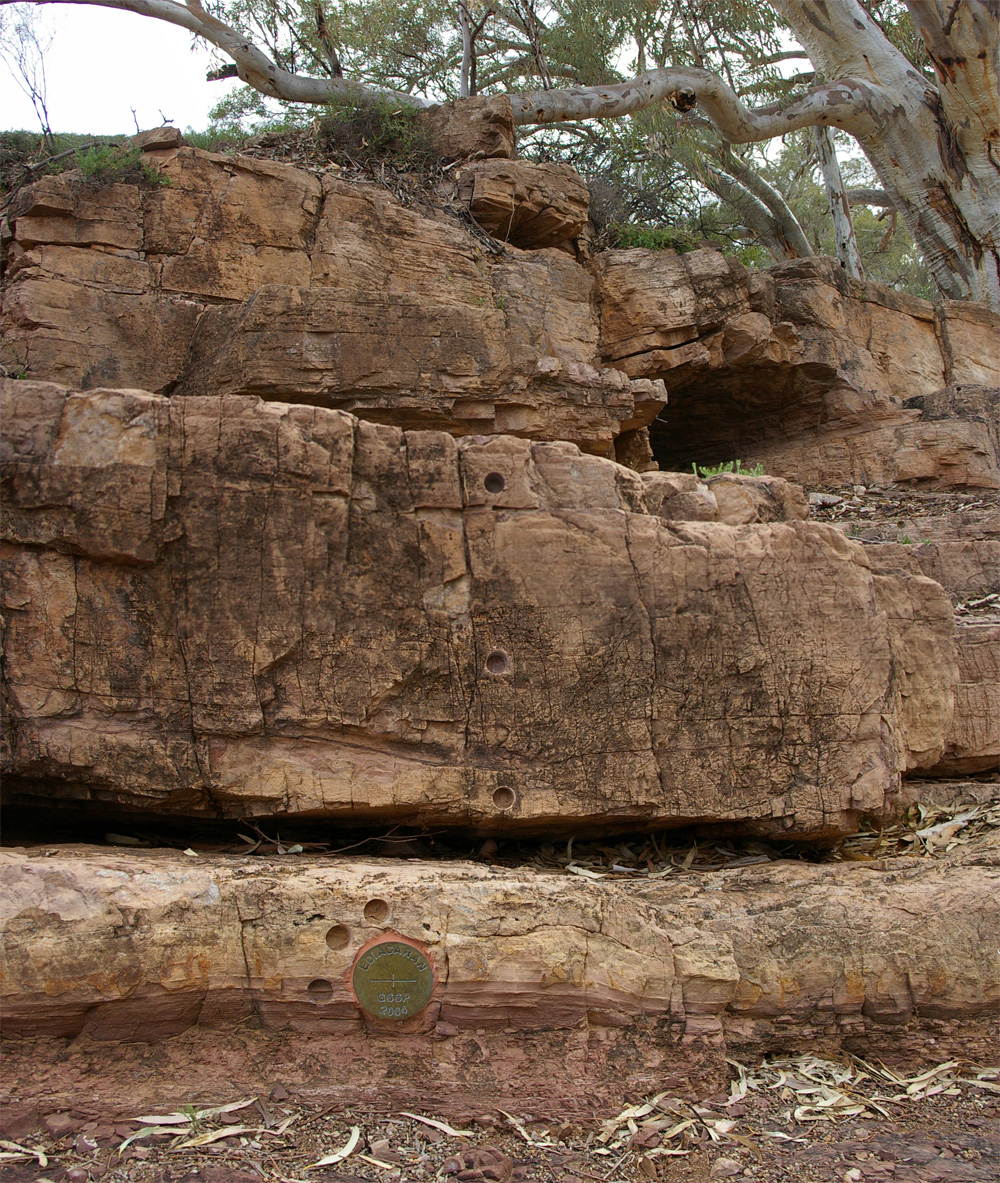
エディアカラン系基底を示す国際標準模式層断面及び地点 (GSSP) の「模式層断面」と「ゴールデン・スパイク」（写真の下部に見える青銅製の円盤）

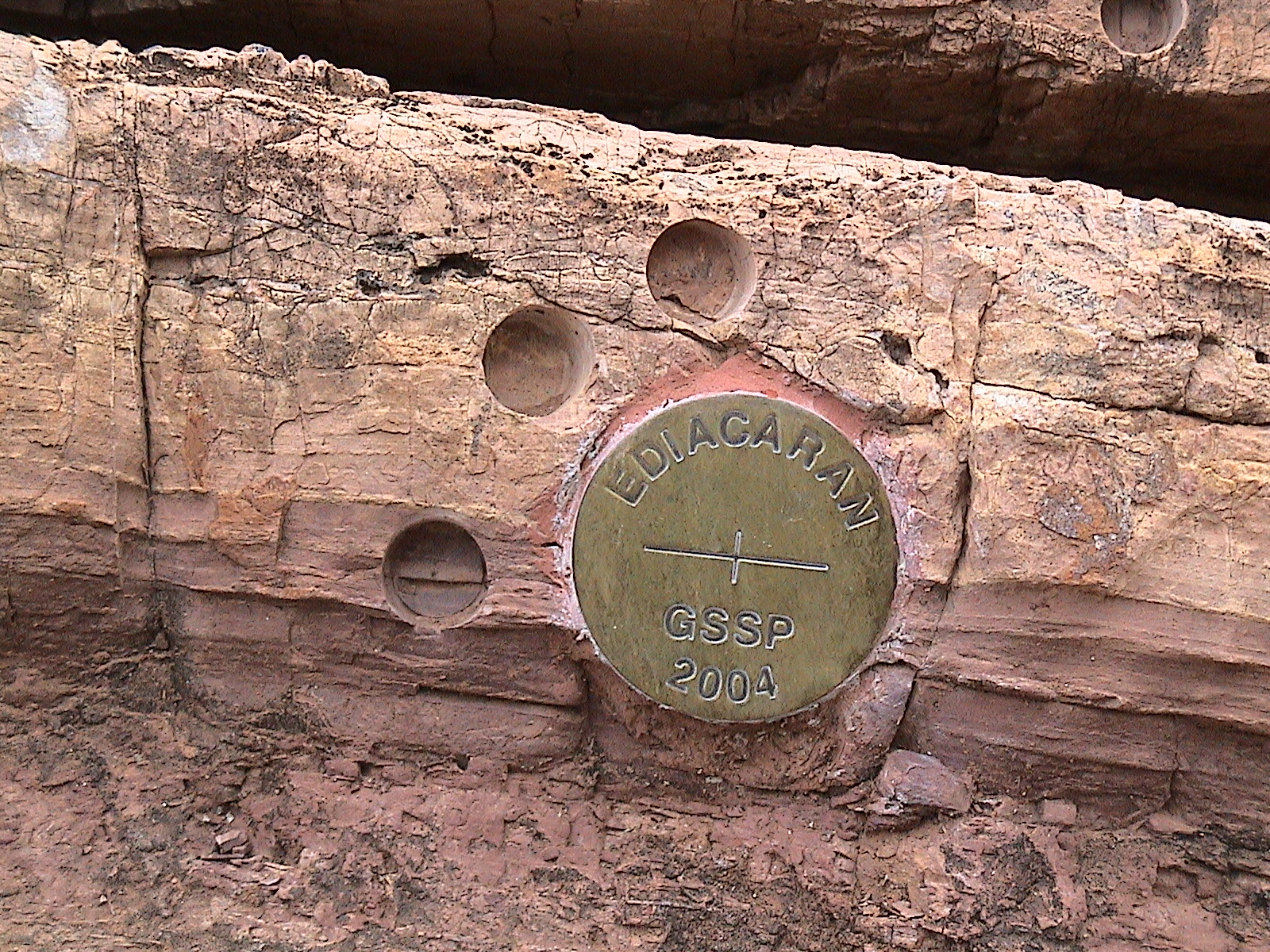
エディアカラGSSPを示す「ゴールデン・スパイク」

国際標準模式層断面及び地点（こくさいひょうじゅんもしきそうだんめんおよびちてん、英: Global Boundary Stratotype Section and Point, GSSP）とは、各地質時代を区切る境界を示すものとして、国際的同意の下に定められた層序断面および境界の位置のことである。 国際境界模式層断面とポイント（こくさいきょうかいもしきそうだんめんとポイント）ともいう。
GSSPは、国際地質科学連合 (International Union of Geological Sciences, IUGS) の下部組織である国際層序委員会 (International Commission on Stratigraphy, ICS) の決定および勧告に基づいたIUGSの批准によって定められる。そのほとんどは、化石記録に基づく古生物学的変化つまり生層序層準が設定の基準となっている。 GSSP の策定は1977年に始まり、2022年現在、77のGSSPが定められている。

## 概要
地球史を読み解くための基準として用いられる地質年代の定義が不正確であると、地域間の対比が行えず、地球史を理解する上で問題が生ずる。そのため、年代対比が正確に行われるための基準として、各地質年代区分の境界およびその代表的な層序が保存されている場所（模式地）を定める必要がある。これがGSSPである。したがって、その選定にあたっては「対比の有用性」が重要視され、歴史的に見て重要な地層や境界であっても、露頭への到達が難しい場所など、対比に使いにくいものである場合は、選定の対象から外されることになる。

## 国際標準模式層断面および地点が設定されるための必要条件
GSSPを設定するには以下の5つの条件が必要とされる。
1. 境界の名称と層序階級
  - GSSPの定義を簡潔に明文化すること
2. GSSPの地理的位置および地層の状態
  - 地理的な位置を地図座標を用いて示すこと
  - 岩層層序など地質学的な位置づけを示すこと
  - 模式境界の正確な場所および層準を明確な点として示すこと
  - 模式境界の層準を挟んで層序の欠落がないこと
  - 模式層序・境界位置を含む層序断面に十分な厚みがあり、上下に地層が連続していること
  - 露頭までの道路状態、その国の政治状況、土地の所有権に問題がなく露頭まで容易に近づけること
  - 露頭の保護・保全のための対策が行われていること
3. 一次・二次指標
  - GSSPを特徴づける対比指標には、最も重要な地質学的事件（特定の化石種の出現など）を充てること
  - 他の一次指標および二次指標を示すこと
  - 火山灰層や天文学的周期性（ミランコビッチ・サイクルなど）により数値年代が決定可能であること
  - 地域的な対比や世界的な対比が示されること
4. 選定過程の概要の提示
5. 公式な出版物（IUGSの季刊誌Episodes、でなければICSの季刊誌Lethaiaなど適切な科学雑誌）への掲載

## 批准された地質階の国際標準模式層断面および地点
GSSPが批准され地質区分の境界が明確になると、後世の地質学者のため、模式層断面において区分境界となる箇所に「ゴールデン・スパイク」が打ち込まれる。最初に層序境界が定められたのは、当時地域によってまちまちであったシルル系-デボン系の境界である。この問題を解決するために、1972年の国際的合意の下（決議書は1977年に出版）、チェコ共和国プラハ近郊の村であるクロンク (Klonk) をGSSPとすることが決定され、青銅製の銘板が置かれた。そのため、GSSPを示す意味で「ゴールデン・スパイク」やその意匠がしばしば用いられている。

## 国際標準層序年代
GSSPは、保存状態のよい地質断面と鍵となる事変によって設定されるため、時代を溯るにつれて策定は困難となる。特に先カンブリア時代以前は化石記録が欠如し、当時形成された堆積岩自体が少なく、強い変成作用や擾乱を受けているなど、当時を知ることのできる情報に乏しい。そのため、先カンブリア時代層序小委員会では、100万年 (Ma) 単位の年代数値によって細分を行うことを勧告し、これを受けてIUGSは1990年に国際標準層序年代 (Global Standard Stratigraphic Age, GSSA) を批准し、これによって地質時代を区分している。